# Последний единорог (роман)
«Последний единорог» (1968, англ. The Last Unicorn) — фантастический роман Питера Бигла, опубликованный в 1968 году Viking Press в США. С момента первой публикации романа было продано свыше пяти миллионов копий по всему миру. Впоследствии, до 2007 года, роман был переведён на двадцать языков. 
Повествование ведётся от лица безымянного единорога, которая считает, что она — последний единорог. Героиня преодолевает свой страх и отправляется на поиски сородичей по всему миру.

## Сюжет
Последний единорог покидает свой родной лес, для того чтобы найти бесследно пропавших сородичей, загнанных в море Красным Быком. Вскоре она попадает в плен к старухе Матушке Фортуне, нашедшей Единорога в лесу спящей и посадившей её в клетку подобно остальным животным. Вызволяет её добрый, но не очень опытный волшебник Шмендрик, мечта которого научиться подчинять магию своей воле. Единорог узнаёт, что Красный Бык принадлежит королю Хаггарду и отправляется в путь вместе с волшебником.
Но лесные разбойники ловят Шмендрика. Отделавшись от новой беды они знакомятся с Молли Грюм, которая разделяет путь друзей. Встретив Красного быка, Единорог не может победить его и тогда Шмендрик призывает на помощь магию, превращающую мифическое животное в девушку. Друзья устраиваются на службу к королю Хаггарду. Его сын принц Лир влюбляется в красавицу, представленную двору как леди Амальтея.
Тем временем перед друзьями встает новая загадка: как пройти к Красному Быку. Шмендрик находит решение и они с Молли, Амальтеей и Лиром спускаются в подземелье, где состоится новая встреча с монстром. Волшебник возвращает Единорогу её прежний облик и она побеждает Быка. Теперь Единороги свободны, но только один из них умеет чувствовать по-настоящему. Молли Грюм остается со Шмендриком, который обрёл истинную магическую силу. Принц Лир становится героем и ему суждено совершить немало подвигов. А Единорог возвращается к своим сородичам с памятью о людях, которые помогли ей научиться чувствовать.

## Персонажи
- Единорог — главный протагонист истории. Она оставляет свои леса и отправляется в далёкий путь, чтобы отыскать потерянных сородичей. Единорог, как и ей подобные, очень горда, величественна, но в то же время добра по отношению к другим существам. Она скептически относится к людям, которые потеряли свою веру в единорогов. У неё нет имени, поэтому автор использует для её описания термин "она". Единорог узнаёт, что виновником исчезновения единорогов является Красный Бык — мифическое существо, состоящее на службе у короля Хаггарда. Во время первой встречи с быком, Шмендрик обращает единорога в девушку, чтобы спасти её от гибели. Он даёт ей имя леди Амальтея, чтобы не вызывать подозрений короля Хаггарда.

- Шмендрик — неуклюжий маг, который путешествует с карнавалом Мамаши Фортуны. В отличие от обычных людей Шмендрик видит реальный облик единорога, а не принимает её за белую лошадь. Он спасает единорога от своей бывшей хозяйки и вызывается сопровождать её в дальнейшем странствии. Шмендрик описывается как юноша, выглядевший младше своих лет. Он мечтает стать великим магом, не полагающимся на карточные фокусы и дешевые иллюзии. Именно он превращает единорога в леди Амальтею, чтобы защитить её от Красного Быка и помочь спасти других единорогов. Впоследствии он становится великим магом.

- Молли Отрава — гражданская жена атамана разбойников капитана Калли. Будучи молодой девушкой она сбежала с ним из дома, привлечённая свободой. Тем не менее Молли становится поваром в шайке разбойников Калли. В молодости Молли продолжала верить в единорогов и ждала пока хотя бы один из них придёт к ней. Когда Молли встречает Шмендрика и единорога, она безоговорочно присоединяется к ним, желая помочь единорогу в её поисках.

- Мамаша Фортуна — старая злая ведьма, использующая дешёвую тёмную магию, чтобы придать обычным животным облик фантастических существ, для получения прибыли. Она путешествует со своим карнавалом по миру. Однажды она находит спящего единорога и сажает её в клетку. Её карнавал, казалось бы, состоит из мифических животных, хотя на самом деле это старые звери, за исключением гарпии.

- Капитан Калли — лидер разбойников, обитающих в лесу. Он ненавидит выдуманных героев, таких как Робин Гуд, которые, по его словам, затмевают настоящих разбойников. Чтобы оставить хоть какой-то след в истории, Калли лично придумывает героические баллады о своих несуществующих подвигах.

- Король Хаггард — главный антагонист романа. Когда-то давно он нанял ведьму для строительства его замка, но после завершения строительства он отказался платить ей. В ярости ведьма прокляла его замок, город и жителей, обитающих в нём. Хаггард представлен как жестокий, но в то же время несчастный король, которого перестала радовать жизнь. Существует мало вещей, которые радуют Хаггарда, но они быстро надоедают ему. По его же собственным словам, лишь единороги облегчают его страдания, из-за чего он и посылает Красного Быка изловить их всех и заточить в море, находящееся у его замка.

- Принц Лир — сын короля Хаггарда. Как выясняется позже Хаггард усыновил его, поскольку считал, что ему нужен наследник. Несмотря на долгую жизнь вместе с Хаггардом, принц Лир является полной противоположностью своего отца. Со временем Лир надоедает Хаггарду, как и остальные вещи. Принц Лир влюбляется в очаровательную леди Амальтею и ради неё становится настоящим героем. Находясь в облике девушки, единорог также, со временем влюбляется в него.

## Кинематография
В 1982 году по роману был снят анимационный фильм. Режиссёрами картины стали Артур Рэнкин и Жюль Басс. В озвучивании персонажей приняли участие известные актёры Кристофер Ли, Анджела Лэнсбери, Алан Аркин, Джефф Бриджес и Миа Фэрроу.

## Продолжение и связанные с ним работы
- Two Hearts